# Épaves de Courbiac
Les épaves de Courbiac sont deux épaves antiques de type romano-celtique découvertes en 2008 dans la Charente entre Saintes et Fontcouverte.

## Histoire
En 2008, lors d'une prospection de l'ArepMaref, ces épaves ont été découvertes par 7 m de profondeur dans le fleuve de la Charente.
Une étude archéologique a débuté en 2015 sous la responsabilité de Jonathan Letuppe de la société Éveha.
Les partenaires pour la campagne de 2022 regroupent : 
- le service régional de l’Archéologie (DRAC/SRA Nouvelle Aquitaine) ;
- le laboratoire de recherche Ausonius (Université de Bordeaux) ;
- la Ville de Saintes ;
- des mécènes professionnels.

En juin 2023, le Département devenu propriétaire des épaves, a voté une enveloppe de 6 millions € pour soutenir l'ensemble des projets concernés.
Le Musée archéologique de Saintes expose des pièces de l'épave n°1 depuis septembre 2024.

## Les épaves

### Courbiac 1
Datée entre 230 et 390 après J.-C., l'épave est assez dégradée mais sa position permet la réalisation de sondages.

### Courbiac 2
Celle-ci est datée entre 250 et 400 après J.-C. Les campagnes d'études se sont succédé en juin 2016, juin 2017 et septembre 2018. Les dimensions de ce navire sont 3,50 m de large pour 18 m de long. L'épave étant renversée, la coque révèle une dimension d’environ 1,80 m aux extrémités et d’1 m au centre, le tout dans un état de conservation exceptionnel.
Elle montre les caractéristiques d'un bateau à fond plat à faible tirant d'eau mais très effilé lui donnant une maniabilité remarquable et la capacité d'atteindre une vitesse de déplacement très rapide. Sa structure révèle un assemblage réalisé à l'aide de clous à pointe rabattue 2 fois.

## Pillage du site
Eu égard à l'importance du site et l'intérêt historique de ces vestiges, la brigade nautique de gendarmerie de La Rochelle a lancé en 2020 une enquête à la suite d'une plainte des archéologues travaillant sur le site. L'épave n°2 a en effet été découpée et des barres de fer à béton ont été utilisées pour accéder à l'intérieur de la coque et y subtiliser des parties. Depuis cette tentative de pillage, la préfecture de Charente-Maritime a pris un arrêté en 2021 d'interdiction de mouillage et de plongée sur la zone. De plus les forces de l'ordre ont renforcé leur surveillance pour la protection du site.

## Projets et accès au public
La prise de conscience de l'importance de cette découverte archéologique par la ville de Saintes a poussé la municipalité à soutenir l'action de recherche et de sauvegarde. Une page d'appel au don a aussi été ajoutée sur le site de la ville.
L'accès à ces vestiges pour le public prendra d'abord la forme d'une mise en situation par réalité virtuelle puis dans un second temps, par la réalisation d'une réplique réalisée grâce à l'archéologie expérimentale. La seconde épave, en raison de son excellent état de conservation, pourrait être renflouée.

### Source
- Les épaves romaines de Courbiac de Romain CHARRIER sur le site de mediolanum-santonum.fr daté du 16 septembre 2018